# キム・クライシュテルス
キム・クライシュテルス（Kim Clijsters,  [kɪm ˈklɛistərs], 1983年6月8日 - ）は、ベルギー・ビルゼン出身の女子プロテニス選手。WTAツアーで4大大会4勝を含むシングルス41勝、ダブルスで11勝を挙げた。クレイステルス、クライステルス、また英語風にクリスタース、クリスターズとも呼ばれる。

## 来歴
父親のレオ・クライシュテルスは著名な元プロサッカー選手で、1986年と1990年の2度ワールドカップのベルギー代表選手として出場した経験を持つ。母親は体操選手で、妹のエルケ・クライシュテルスもプロテニス選手である（エルケは姉よりも早く引退しサッカー選手のイェーレ・ファン・ダンメと結婚している）。強力なフォアハンドを武器にするベースライン・プレーヤーで、ウィリアムズ姉妹にも引けをとらないパワーを備えた選手である。
1999年のウィンブルドンで4大大会にデビュー。予選を勝ち上がり、4回戦でシュテフィ・グラフに 2-6, 2-6 で敗れた。クライシュテルスはそれから2年後、2001年の全仏オープンで頭角を現した。準決勝で1歳年上のジュスティーヌ・エナンとの「ベルギー対決」を制し、この国のテニス選手として初の4大大会決勝進出を果たす。その決勝戦ではジェニファー・カプリアティに 6-1, 4-6, 10-12 で敗れて準優勝になった。続くウィンブルドン選手権ではエナンが決勝進出を果たし、ベルギー勢は2人揃って世界トップ10に定着した。

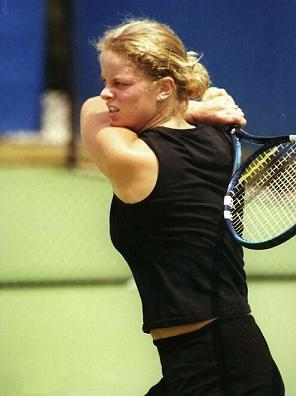
2003年

2003年の全仏オープンでテニス史上初の「ベルギー対決」の決勝を実現させるが、ライバルのジュスティーヌ・エナン＝アーデンに敗れて大会2度目の準優勝になる。同年の全米オープンと2004年の全豪オープンでも決勝でエナン＝アーデンに敗れ、「ベルギー対決の決勝」で3連敗を喫した。
2004年5月以後、左手首を痛めて戦線離脱を余儀なくされたが、2005年3月の「インディアンウェルズ・マスターズ」と「マイアミ・マスターズ」で復活優勝。全米オープンでは準決勝でマリア・シャラポワを破り、2年ぶり2度目の決勝ではマリー・ピエルスを 6-3, 6-1 で圧倒した。それまでクライシュテルスは4大大会で4度の準優勝にとどまっていたが、5度目の決勝戦で宿願の初優勝を果たした。
2006年の全豪オープンで、第2シードのクライシュテルスは準々決勝で当年度から現役復帰したマルチナ・ヒンギスを 6-3, 2-6, 6-4 で破るが、アメリ・モレスモとの準決勝で足首の捻挫のため最終第3セットを途中棄権した。8月のトーナメントで左手首の故障が再発したため、クライシュテルスは全米オープンの大会前年優勝者として出場できなかった。
ダブルスでは日本の杉山愛とペアを組んで活躍し、2001年のウィンブルドン選手権で女子ダブルス準優勝。しかしその後クライシュテルスが故障を理由に全米オープンと翌年の全豪オープン女子ダブルスを棄権し、いったんペアを解消した。2003年の全豪オープンでコンビを復活させ、ベスト8に進出する。全仏オープンとウィンブルドンで、当時の世界最強ペアであったビルヒニア・ルアノ・パスクアル（スペイン）とパオラ・スアレス（アルゼンチン）組に連勝し、4大大会のダブルスで2連続優勝を果たした。しかし続く全米オープンで再びクライシュテルスが棄権し、2人はペアを解消する。
2000年からオーストラリアの男子テニス選手、レイトン・ヒューイットと交際する。同年のウィンブルドンで2人のペアは混合ダブルスで準優勝した。それ以後はテニスのトーナメント中にお互いの試合を応援するようになり、2003年12月に婚約したが、2004年10月22日にクライシュテルスが公式ホームページで婚約解消を発表した。
キム・クライシュテルスは2007年5月6日、ポーランド・ワルシャワの「J&Sカップ」を最後に現役引退を表明した。この年も、1月にオーストラリア・シドニーで行われた「シドニー国際」で優勝があった。J&Sカップの2回戦で、彼女はユリア・バクレンコ（ウクライナ）に 6-7, 3-6 のストレートで敗れた。引退時の世界ランキングは4位。WTAツアーの選手が世界ランキングトップ10のままで現役を引退するのは、1999年8月に3位で現役を退いたシュテフィ・グラフ以来7人目となる。2か月後の7月13日、クライシュテルスはバスケットボール選手のブライアン・リンチと結婚し、2008年2月27日に長女を出産した。

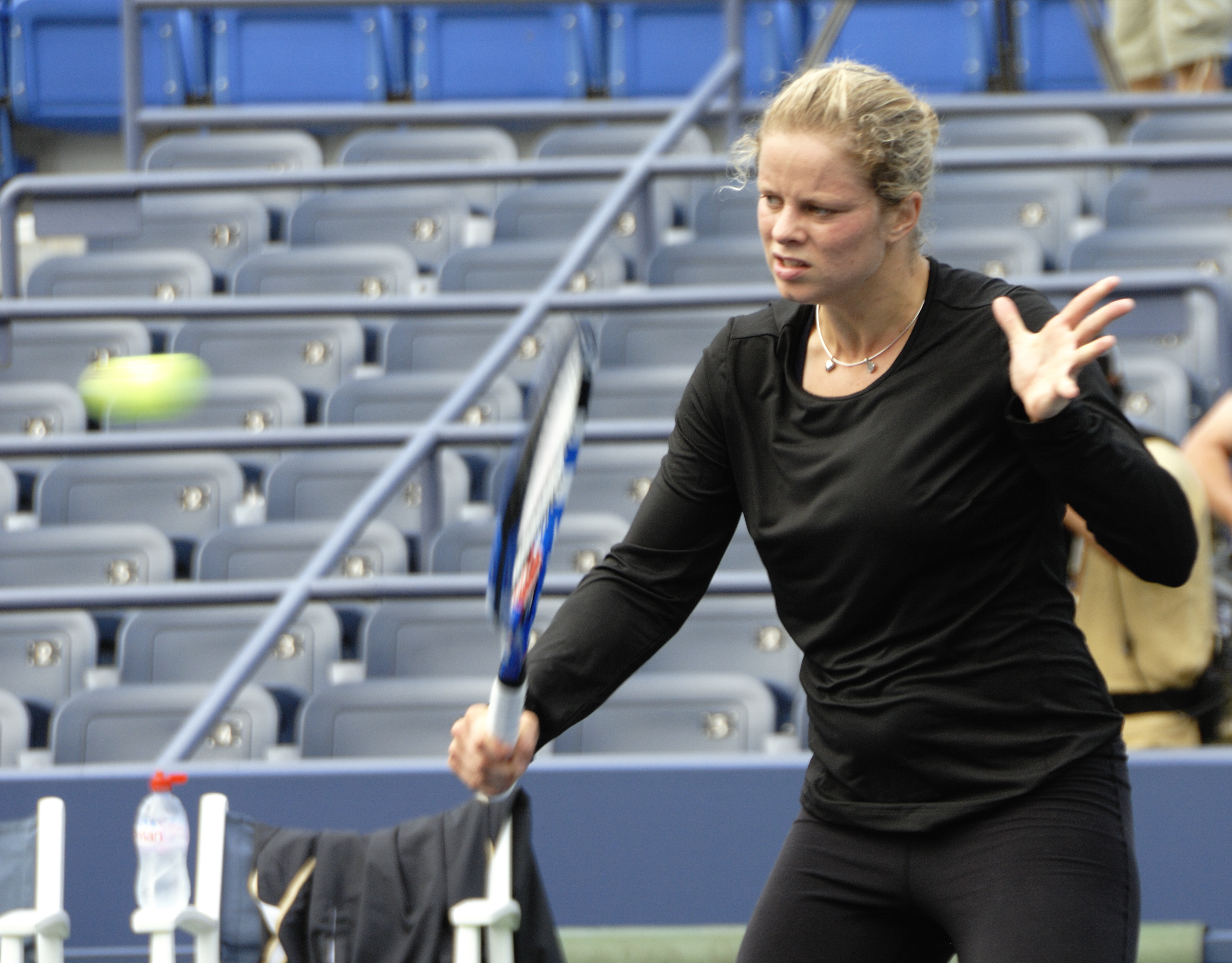
2009年全米オープンにて

2009年1月4日、父親のレオ・クライシュテルスが肺癌のため52歳で死去する。父親の死去から半年後、クライシュテルスは8月の「シンシナティ・マスターズ」で2年3か月ぶりの現役復帰をした。復帰第1戦では3回戦で当年度の全仏オープン優勝者スベトラーナ・クズネツォワを破る勝利を挙げ、ディナラ・サフィナとの準々決勝まで進出した。その後、彼女は全米オープンにも主催者推薦（ワイルドカード）で出場し、そこから勝ち上がって4年ぶり2度目の優勝を決めた。決勝戦では第9シードのキャロライン・ウォズニアッキ（デンマーク）を 7-5, 6-3 のストレートで退けた。
2010年9月11日、全米オープンの決勝で、クライシュテルスは 6-2, 6-1 でベラ・ズボナレワにストレート勝ちし、2年連続3度目の優勝を果たした。11月のWTAツアー選手権でも世界ランキング1位のキャロライン・ウォズニアッキに 6-3, 5-7, 6-3 で勝利して、7年ぶり3度目の優勝を果たし、ツアー通算40勝目を挙げた。
2011年1月29日、全豪オープンの決勝で、アジア人初となるグランドスラム決勝に進出した中国の李娜に 3-6, 6-3, 6-3 の逆転で勝利し初優勝した。グランドスラムでは4勝目である。2月14日には4年ぶりに世界ランキング1位に復帰した。しかしその後は故障に悩みウィンブルドンや2連覇中であった全米オープンを欠場した。
2012年、前年優勝した全豪オープンでは、準決勝でビクトリア・アザレンカに 4-6, 6-1, 3-6 で敗退した。5月に全米オープンを最後に2度目の現役引退をすることを発表した。7月のロンドン五輪で最初で最後のオリンピックに出場した。3回戦でアナ・イバノビッチに 6-3, 6-4 で勝利しベスト8に進出した。準々決勝ではマリア・シャラポワに 2-6, 5-7 で敗れた。そして8月の全米オープンは第23シードで臨むも、2回戦でイギリスの新鋭、ローラ・ロブソンに 6-7(4), 6-7(5) で敗北した。同大会ではダブルス、混合ダブルスでもエントリーしたが、それぞれ1回戦、2回戦で敗退し、現役生活にピリオドが打たれた。
2013年9月に第2子の長男を出産した。2015年にはアントワープで１年のみ開催されていたBNPパリバ・フォルティス・ダイヤモンド・ゲームスのトーナメントディレクターを務めた。2016年には第3子の次男を出産した。2017年に国際テニス殿堂入りを果たした。

## WTAツアー決勝進出結果

### シングルス: 60回 (41勝19敗)
| 大会グレード          | 大会グレード                 |
| 2008年以前            | 2009年以後                   |
| --------------------- | ---------------------------- |
| グランドスラム (4–4)  |                              |
| WTAファイナルズ (3–0) |                              |
| ティア I (5–3)        | プレミア・マンダトリー (1-0) |
| ティア I (5–3)        | プレミア5 (1-0)              |
| ティア II (18–8)      | プレミア (0–2)               |
| ティア III (7–1)      | インターナショナル (1–0)     |
| ティア IV ＆ V (1–1)  | インターナショナル (1–0)     |

| 結果   | No. | 決勝日         | 大会                 | サーフェス        | 対戦相手                         | スコア                 |
| ------ | --- | -------------- | -------------------- | ----------------- | -------------------------------- | ---------------------- |
| 優勝   | 1.  | 1999年9月20日  | ルクセンブルク       | カーペット (室内) | ドミニク・ファン・ルースト       | 6–2, 6–2               |
| 準優勝 | 1.  | 1999年10月18日 | ブラチスラヴァ       | ハード (室内)     | アメリ・モレスモ                 | 3–6, 3–6               |
| 優勝   | 2.  | 2000年1月15日  | ホバート             | ハード            | チャンダ・ルビン                 | 2–6, 6–2, 6–2          |
| 準優勝 | 2.  | 2000年10月8日  | フィルダーシュタット | ハード (室内)     | マルチナ・ヒンギス               | 0–6, 3–6               |
| 優勝   | 3.  | 2000年10月30日 | ライプツィヒ         | カーペット (室内) | エレーナ・リホフツェワ           | 7–6(8–6), 4–6, 6–4     |
| 準優勝 | 3.  | 2001年3月17日  | インディアンウェルズ | ハード            | セリーナ・ウィリアムズ           | 6–4, 4–6, 2–6          |
| 準優勝 | 4.  | 2001年6月10日  | 全仏オープン         | クレー            | ジェニファー・カプリアティ       | 6–1, 4–6, 10–12        |
| 準優勝 | 5.  | 2001年6月18日  | スヘルトーヘンボス   | 芝                | ジュスティーヌ・エナン           | 4–6, 6–3, 3–6          |
| 優勝   | 4.  | 2001年7月23日  | スタンフォード       | ハード            | リンゼイ・ダベンポート           | 6–4, 6–7(5–7), 6–1     |
| 優勝   | 5.  | 2001年9月24日  | ライプツィヒ         | カーペット (室内) | マグダレナ・マレーバ             | 6–1, 6–1               |
| 優勝   | 6.  | 2001年10月22日 | ルクセンブルク       | ハード (室内)     | リサ・レイモンド                 | 6–2, 6–2               |
| 優勝   | 7.  | 2002年4月29日  | ハンブルク           | クレー            | ビーナス・ウィリアムズ           | 1–6, 6–3, 6–4          |
| 準優勝 | 6.  | 2002年7月22日  | スタンフォード       | ハード            | ビーナス・ウィリアムズ           | 3–6, 3–6               |
| 準優勝 | 7.  | 2002年9月22日  | 東京                 | ハード            | セリーナ・ウィリアムズ           | 6–2, 3–6, 3–6          |
| 優勝   | 8.  | 2002年10月7日  | フィルダーシュタット | ハード (室内)     | ダニエラ・ハンチュコバ           | 4–6, 6–3, 6–4          |
| 優勝   | 9.  | 2002年10月21日 | ルクセンブルク       | ハード (室内)     | マグダレナ・マレーバ             | 6–1, 6–2               |
| 優勝   | 10. | 2002年11月11日 | ロサンゼルス         | ハード (室内)     | セリーナ・ウィリアムズ           | 7–5, 6–3               |
| 優勝   | 11. | 2003年1月6日   | シドニー             | ハード            | リンゼイ・ダベンポート           | 6–4, 6–3               |
| 準優勝 | 8.  | 2003年2月10日  | アントワープ         | カーペット (室内) | ビーナス・ウィリアムズ           | 2–6, 4–6               |
| 準優勝 | 9.  | 2003年3月2日   | スコッツデール       | ハード            | 杉山愛                           | 6–3, 5–7, 4–6          |
| 優勝   | 12. | 2003年3月9日   | インディアンウェルズ | ハード            | リンゼイ・ダベンポート           | 6–4, 7–5               |
| 準優勝 | 10. | 2003年5月5日   | ベルリン             | クレー            | ジュスティーヌ・エナン＝アーデン | 4–6, 6–4, 5–7          |
| 優勝   | 13. | 2003年5月12日  | ローマ               | クレー            | アメリ・モレスモ                 | 3–6, 7–6(7–3), 6–0     |
| 準優勝 | 11. | 2003年6月7日   | 全仏オープン         | クレー            | ジュスティーヌ・エナン＝アーデン | 0–6, 4–6               |
| 優勝   | 14. | 2003年6月16日  | スヘルトーヘンボス   | 芝                | ジュスティーヌ・エナン＝アーデン | 6–7(4–7), 3–0 途中棄権 |
| 優勝   | 15. | 2003年7月21日  | スタンフォード       | ハード            | ジェニファー・カプリアティ       | 4–6, 6–4, 6–2          |
| 準優勝 | 12. | 2003年7月28日  | サンディエゴ         | ハード            | ジュスティーヌ・エナン＝アーデン | 6–3, 2–6, 3–6          |
| 優勝   | 16. | 2003年8月4日   | ロサンゼルス         | ハード            | リンゼイ・ダベンポート           | 6–1, 3–6, 6–1          |
| 準優勝 | 13. | 2003年8月25日  | 全米オープン         | ハード            | ジュスティーヌ・エナン＝アーデン | 5–7, 1–6               |
| 優勝   | 17. | 2003年10月6日  | フィルダーシュタット | ハード (室内)     | ジュスティーヌ・エナン＝アーデン | 5–7, 6–4, 6–2          |
| 優勝   | 18. | 2003年10月26日 | ルクセンブルク       | ハード (室内)     | チャンダ・ルビン                 | 6–2, 7–5               |
| 優勝   | 19. | 2003年11月3日  | ロサンゼルス         | ハード (室内)     | アメリ・モレスモ                 | 6–2, 6–0               |
| 準優勝 | 14. | 2004年1月19日  | 全豪オープン         | ハード            | ジュスティーヌ・エナン＝アーデン | 3–6, 6–4, 3–6          |
| 優勝   | 20. | 2004年2月15日  | パリ                 | カーペット (室内) | マリー・ピエルス                 | 6–2, 6–1               |
| 優勝   | 21. | 2004年2月22日  | アントワープ         | カーペット (室内) | シルビア・ファリナ・エリア       | 6–3, 6–0               |
| 優勝   | 22. | 2005年3月7日   | インディアンウェルズ | ハード            | リンゼイ・ダベンポート           | 6–4, 4–6, 6–2          |
| 優勝   | 23. | 2005年3月23日  | マイアミ             | ハード            | マリア・シャラポワ               | 6–3, 7–5               |
| 優勝   | 24. | 2005年6月13日  | イーストボーン       | 芝                | ベラ・ドゥシェビナ               | 7–5, 6–0               |
| 優勝   | 25. | 2005年8月1日   | スタンフォード       | ハード            | ビーナス・ウィリアムズ           | 7–5, 6–2               |
| 優勝   | 26. | 2005年8月8日   | ロサンゼルス         | ハード            | ダニエラ・ハンチュコバ           | 6–4, 6–1               |
| 優勝   | 27. | 2005年8月15日  | トロント             | ハード            | ジュスティーヌ・エナン＝アーデン | 7–5, 6–1               |
| 優勝   | 28. | 2005年9月10日  | 全米オープン         | ハード            | マリー・ピエルス                 | 6–3, 6–1               |
| 優勝   | 29. | 2005年10月2日  | ルクセンブルク       | ハード (室内)     | アンナ＝レナ・グローネフェルト   | 6–2, 6–4               |
| 優勝   | 30. | 2005年10月30日 | ハッセルト           | ハード (室内)     | フランチェスカ・スキアボーネ     | 6–2, 6–3               |
| 準優勝 | 15. | 2006年2月19日  | アントワープ         | カーペット (室内) | アメリ・モレスモ                 | 6–3, 3–6, 3–6          |
| 優勝   | 31. | 2006年5月7日   | ワルシャワ           | クレー            | スベトラーナ・クズネツォワ       | 7–5, 6–2               |
| 優勝   | 32. | 2006年7月30日  | スタンフォード       | ハード            | パティ・シュナイダー             | 6–4, 6–2               |
| 準優勝 | 16. | 2006年8月6日   | サンディエゴ         | ハード            | マリア・シャラポワ               | 5–7, 5–7               |
| 優勝   | 33. | 2006年11月5日  | ハッセルト           | ハード (室内)     | カイア・カネピ                   | 6–3, 3–6, 6–4          |
| 優勝   | 34. | 2007年1月12日  | シドニー             | ハード            | エレナ・ヤンコビッチ             | 4–6, 7–6(7–1), 6–4     |
| 準優勝 | 17. | 2007年2月18日  | アントワープ         | カーペット (室内) | アメリ・モレスモ                 | 4–6, 6–7(4–7)          |
| 優勝   | 35. | 2009年9月13日  | 全米オープン         | ハード            | キャロライン・ウォズニアッキ     | 7–5, 6–3               |
| 優勝   | 36. | 2010年1月9日   | ブリスベン           | ハード            | ジュスティーヌ・エナン           | 6–3, 4–6, 7–6(8–6)     |
| 優勝   | 37. | 2010年4月3日   | マイアミ             | ハード            | ビーナス・ウィリアムズ           | 6–2, 6–1               |
| 優勝   | 38. | 2010年8月15日  | シンシナティ         | ハード            | マリア・シャラポワ               | 2–6, 7–6(7–4), 6–2     |
| 優勝   | 39. | 2010年9月11日  | 全米オープン         | ハード            | ベラ・ズボナレワ                 | 6–2, 6–1               |
| 優勝   | 40. | 2010年10月31日 | ドーハ               | ハード            | キャロライン・ウォズニアッキ     | 6–3, 5–7, 6–3          |
| 準優勝 | 18. | 2011年1月14日  | シドニー             | ハード            | 李娜                             | 6–7(3–7), 3–6          |
| 優勝   | 41. | 2011年1月29日  | 全豪オープン         | ハード            | 李娜                             | 3–6, 6–3, 6–3          |
| 準優勝 | 19. | 2011年2月13日  | パリ                 | ハード (室内)     | ペトラ・クビトバ                 | 4–6, 3–6               |

### ダブルス: 20回 (11勝9敗)
| 大会グレード          |
| --------------------- |
| グランドスラム (2–1)  |
| WTAファイナルズ (0–1) |
| ティア I (1–2)        |
| ティア II (5–3)       |
| ティア III (1–1)      |
| ティア IV & V (2–1)   |

| 結果   | No. | 決勝日         | 大会                 | サーフェス        | パートナー             | 対戦相手                                            | スコア                  |
| ------ | --- | -------------- | -------------------- | ----------------- | ---------------------- | --------------------------------------------------- | ----------------------- |
| 優勝   | 1.  | 1999年10月27日 | ブラチスラヴァ       | ハード (室内)     | ローレンス・クルトワ   | オリガ・バラバンシコワ リリア・オスターロー         | 6–2, 3–6, 7–5           |
| 準優勝 | 1.  | 2000年1月16日  | ホバート             | ハード            | アリシア・モリク       | リタ・グランデ エミリー・ロワ                       | 2–6, 6–2, 3–6           |
| 優勝   | 2.  | 2000年5月21日  | アントワープ         | クレー            | サビーネ・アペルマンス | ジェニファー・ホプキンス ペトラ・ランプレ           | 6–1, 6–1                |
| 準優勝 | 2.  | 2000年10月30日 | ライプツィヒ         | カーペット (室内) | ローレンス・クルトワ   | アランチャ・サンチェス・ビカリオ アン＝ゲイル・シド | 7–6(8–6), 5–7, 3–6      |
| 準優勝 | 3.  | 2001年3月4日   | スコッツデール       | ハード            | メガン・ショーネシー   | リサ・レイモンド レネ・スタブス                     | 不戦敗                  |
| 準優勝 | 4.  | 2001年6月18日  | スヘルトーヘンボス   | 芝                | ミリアム・オレマンス   | ルクサンドラ・ドラゴミル ナディア・ペトロワ         | 6–7(5–7), 7–6(7–5), 4–6 |
| 準優勝 | 5.  | 2001年7月8日   | ウィンブルドン       | 芝                | 杉山愛                 | リサ・レイモンド レネ・スタブス                     | 4–6, 3–6                |
| 準優勝 | 6.  | 2001年9月17日  | 東京                 | ハード            | 杉山愛                 | カーラ・ブラック リーゼル・フーバー                 | 1–6, 3–6                |
| 優勝   | 3.  | 2002年8月12日  | ロサンゼルス         | ハード            | エレナ・ドキッチ       | ダニエラ・ハンチュコバ 杉山愛                       | 6–3, 6–3                |
| 優勝   | 4.  | 2002年10月27日 | ルクセンブルク       | ハード (室内)     | ヤネッテ・フサロバ     | クベタ・ペシュケ バーバラ・リットナー               | 4–6, 6–3, 7–5           |
| 優勝   | 5.  | 2003年1月12日  | シドニー             | ハード            | 杉山愛                 | コンチタ・マルティネス レネ・スタブス               | 6–3, 6–3                |
| 優勝   | 6.  | 2003年2月16日  | アントワープ         | カーペット (室内) | 杉山愛                 | ナタリー・ドシー エミリー・ロワ                     | 6–2, 6–0                |
| 優勝   | 7.  | 2003年3月2日   | スコッツデール       | ハード            | 杉山愛                 | リンゼイ・ダベンポート リサ・レイモンド             | 6–1, 6–4                |
| 準優勝 | 7.  | 2003年3月15日  | インディアンウェルズ | ハード            | 杉山愛                 | リンゼイ・ダベンポート リサ・レイモンド             | 6–3, 4–6, 1–6           |
| 準優勝 | 8.  | 2003年5月11日  | ベルリン             | クレー            | 杉山愛                 | ビルヒニア・ルアノ・パスクアル パオラ・スアレス     | 3–6, 6–4, 4–6           |
| 優勝   | 8.  | 2003年6月8日   | 全仏オープン         | クレー            | 杉山愛                 | ビルヒニア・ルアノ・パスクアル パオラ・スアレス     | 6–7, 6–2, 9–7           |
| 優勝   | 9.  | 2003年7月6日   | ウィンブルドン       | 芝                | 杉山愛                 | ビルヒニア・ルアノ・パスクアル パオラ・スアレス     | 6–4, 6–4                |
| 優勝   | 10. | 2003年8月3日   | サンディエゴ         | ハード            | 杉山愛                 | リンゼイ・ダベンポート リサ・レイモンド             | 6–4, 7–5                |
| 優勝   | 11. | 2003年10月19日 | チューリッヒ         | ハード (室内)     | 杉山愛                 | ビルヒニア・ルアノ・パスクアル パオラ・スアレス     | 7–6, 6–2                |
| 準優勝 | 9.  | 2003年11月10日 | ロサンゼルス         | ハード (室内)     | 杉山愛                 | ビルヒニア・ルアノ・パスクアル パオラ・スアレス     | 4–6, 6–3, 3–6           |

## 4大大会優勝
- 全豪オープン 女子シングルス：1勝（2011年）
- 全仏オープン 女子ダブルス：1勝（2003年） ［女子シングルス準優勝2度：2001年・2003年］
- ウィンブルドン 女子ダブルス：1勝（2003年） ［女子ダブルス準優勝：2001年/混合ダブルス準優勝：2000年］
- 全米オープン 女子シングルス：3勝（2005・2009年&2010年） ［女子シングルス準優勝：2003年］

| 年     | 大会         | 対戦相手                     | 試合結果      |
| ------ | ------------ | ---------------------------- | ------------- |
| 2005年 | 全米オープン | マリー・ピエルス             | 6-3, 6-1      |
| 2009年 | 全米オープン | キャロライン・ウォズニアッキ | 7-5, 6-3      |
| 2010年 | 全米オープン | ベラ・ズボナレワ             | 6-2, 6-1      |
| 2011年 | 全豪オープン | 李娜                         | 3–6, 6–3, 6–3 |

## 4大大会シングルス成績
略語の説明
| W | F | SF | QF | #R | RR | Q# | LQ | A | Z# | PO | G | S | B | NMS | P | NH |

W=優勝, F=準優勝, SF=ベスト4, QF=ベスト8, #R=#回戦敗退, RR=ラウンドロビン敗退, Q#=予選#回戦敗退, LQ=予選敗退, A=大会不参加, Z#=デビスカップ/BJKカップ地域ゾーン, PO=デビスカップ/BJKカッププレーオフ, G=オリンピック金メダル, S=オリンピック銀メダル, B=オリンピック銅メダル, NMS=マスターズシリーズから降格, P=開催延期, NH=開催なし.
| 大会           | 1999 | 2000 | 2001 | 2002 | 2003 | 2004 | 2005 | 2006 | 2007 | 2008 | 2009 | 2010 | 2011 | 2012 | 通算成績 |
| -------------- | ---- | ---- | ---- | ---- | ---- | ---- | ---- | ---- | ---- | ---- | ---- | ---- | ---- | ---- | -------- |
| 全豪オープン   | A    | 1R   | 4R   | SF   | SF   | F    | A    | SF   | SF   | A    | A    | 3R   | W    | SF   | 43–9     |
| 全仏オープン   | A    | 1R   | F    | 3R   | F    | A    | 4R   | SF   | A    | A    | A    | A    | 2R   | A    | 23–7     |
| ウィンブルドン | 4R   | 3R   | QF   | 2R   | SF   | A    | 4R   | SF   | A    | A    | A    | QF   | A    | 4R   | 29–9     |
| 全米オープン   | 3R   | 3R   | QF   | 3R   | F    | A    | W    | A    | A    | A    | W    | W    | A    | 2R   | 38–6     |

※: 2006年ウィンブルドン2回戦の不戦勝は通算成績に含まない